# Ravenna-Cerviai főegyházmegye
A Ravenna-Cerviai főegyházmegye latinul: Archidioecesis Ravennatensis-Cerviensis a római katolikus egyház egyik olaszországi főegyházmegyéje. Érseki székvárosa Ravenna, társszékvárosa Cervia. Az egyházmegyének négy szuffragán egyházmegyéje van: a Cesena-Sarsinai, a  Forlì-Bertinorói, a Rimini és az olasz székvárosú, de San Marinót is lefedő San Marino-Montefeltrói egyházmegye.

## Története
A Ravennai egyházmegyét (Dioecesis Ravennatensis) a hagyományok szerint Szent Apollinaris, Péter apostol tanítványa alapította. Az 5. században, I. Angeloptes János püspök idején főegyházmegyei rangra emelték (Archidioecesis Ravennatensis). 1947-ben egyesítették a cerviai egyházmegyével (Dioecesis Cerviensis) létrehozva a ravennai és cerviai főegyházmegyét. 1985-ben a főegyházmegye nevét megváltoztatták ravenna-cerviai főegyházmegyére (Archidioecesis Ravennatensis-Cerviensis).

## Főpásztorok
A főregyházmegye aktuális metropolita érseke Lorenzo Ghizzoni, nyugalmazott érseke pedig Giuseppe Verucchi.

### Megyéspüspökök
A ravennai püspökök és érsekek listáját Ravennai főegyházmegye cikke tartalmazza. 
Az alábbi lista Ravenna-Cervia érsekeit sorolja fel:
| Ravenna és Cervia érsekei | Ravenna és Cervia érsekei |
| ------------------------- | ------------------------- |
| Giacomo Lercaro           | 1947 – 1952               |
| Egidio Negrin             | 1952 – 1956               |
| Salvatore Baldassarri     | 1956 – 1975               |
| Ersilio Tonini            | 1975 – 1990               |

| Ravenna-Cervia érsekei | Ravenna-Cervia érsekei |
| ---------------------- | ---------------------- |
| Ersilio Tonini         | 1975 – 1990            |
| Luigi Amaducci         | 1990 – 2000            |
| Giuseppe Verucchi      | 2000 – 2012            |
| Lorenzo Ghizzoni       | 2012 óta               |

## A Ravenna-Cerviai egyháztartomány
A Ravenna-Cerviai egyháztartomány Olaszország egyik egyháztartománya. Metropolitája a ravenna-cerviai érsek. Az 5. században, Ravenna érseki rangra emelésével jött létre. Ravenna-Cervia mellett ma négy egyházmegye alkotja.
A Ravenna-Cerviai egyháztartomány az Emilia Romagna-i egyházi régió része, melynek területe nagyjából egybe esik a közigazgatási Emilia-Romagna tartomány, valamint San Marino állam területével. A régió elnöke a bolognai érsek, alelnöke a ravenna-cerviai érsek. Ide tartozik még a Bolognai és a Modena-Nonantolai egyháztartomány.

### A Ravenna-Cerviai egyháztartomány egyházmegyéi
| Egyházmegye                         | Alapítás                              | Terület, hívők              | Püspök             | Székesegyház | Kép |
| ----------------------------------- | ------------------------------------- | --------------------------- | ------------------ | --- | --- |
| Ravenna-Cerviai főegyházmegye       | 1. század (Mint Ravennai egyházmegye) | 1185 km² 198 120 fő (90,4%) | Lorenzo Ghizzoni   | Urunk Jézus Krisztus feltámadása-főszékesegyház, Ravenna; Nagyboldogasszony-társszékesegyház, Cervia                    |     |
| Cesena-Sarsinai egyházmegye         | 1. század (Mint Cesenai egyházmegye)  | 1530 km² 167 503 fő (97,4%) | Douglas Regattieri | Keresztelő Szent János-székesegyház, Cesena; Szent Vicinus-társszékesegyház, Sarsina                                    |     |
| Forlì-Bertinorói egyházmegye        | 2. század (Mint Forlì egyházmegye)    | 1182 km² 176 200 fő (93,6%) | Livio Corazza      | Szent Kereszt-székesegyház, Forlì; Szent Katalin-társszékesegyház, Bertinoro                                            |     |
| Rimini egyházmegye                  | 3. század                             | 781 km² 318 300 fő (89,0%)  | Nicolò Anselmi     | Szent Kolumba-székesegyház, Rimini                                                                                      |     |
| San Marino-Montefeltrói egyházmegye | 9. század                             | 728 km² 61 401 fő (94,3%)   | Andrea Turazzi     | Szent Leone-székesegyház, Pennabilli; Szent Leone-társszékesegyház, San Leo; Szent Marinus-társszékesegyház, San Marino |     |

## Szomszédos egyházmegyék
- Forlì-Bertinorói egyházmegye (délnyugat)
- Faenza-Modiglianai egyházmegye (nyugat)
- Imolai egyházmegye (északnyugat)
- Bolognai főegyházmegye (északnyugat)
- Ferrara-Comacchiói főegyházmegye (észak)
- Cesena-Sarsinai egyházmegye (dél)